# Kani-Kéli
Kani-Kéli é uma comuna francesa no departamento ultramarino de Mayotte. Estende-se por uma área de 20.51 km², e possui 5.507 habitantes, segundo o censo de 2018, com uma densidade de 270 hab/km².